# 吴其昌
吴其昌（1904年—1944年2月23日），字子馨，号正厂，浙江嘉兴海宁县硖石镇人。著名历史学家。其弟吴世昌是著名红学家。

## 生平
吴其昌幼年双亲皆失。1925年，吴考入清华学校研究院，师从王国维、梁启超。1926年參加三．一八請願遊行（後演變為三．一八慘案），1928年任南开大学讲师，后任清华大学讲师。1932年任武汉大学历史系教授，后因抗战随校迁至四川乐山，旋兼历史系主任。1944年因肺痨咯血病逝。
1. ↑  蔡, 登山. . 蔡, 登山  (编). . 台灣: 新銳文創. 2022: 5. ISBN 9786267128060.